# Estació de Colonia Ramírez
Colonia Ramírez és una estació que va pertànyer a la línia Madrid-Almorox d'EFE, i posteriorment de FEVE situada més o menys en el que és ara l'estació de tren de San José de Valderas en el terme municipal de Alcorcón (Madrid) a la zona nord d'aquesta ciutat.
Actualment no queda cap resta d'aquesta estació i es troba a uns quilòmetres de la carretera M-406.
Es va inaugurar l'any 1891, concretament el 15 de juliol, igual que la resta de la línia.
Aquest baixador es va tancar amb motiu del tancament de la línia, ja que resultava deficitària, el 30 de juny de 1970.
El tram entre Madrid i Móstoles, a partir de 1991 va ser enllaçat amb la moderna línia de Rodalies C-6(Embajadores - Móstoles-El Soto), la qual anys després es va fusionar amb la línia C-5 (Atocha-Fuenlabrada).

## Línies
| procedència/destinació | <Estació       | Línia                                      | Estació> | procedència/destinació |
| ---------------------- | -------------- | ------------------------------------------ | -------- | ---------------------- |
| Madrid-Goya            | Cuatro Vientos | Madrid-Navalcarnero-Vila del Prado-Almorox | Alcorcón | Almorox-Terme          |

## Ubicació
Se situa en el municipi madrileny d'Alcorcón, a la comarca de l'àrea metropolitana de Madrid, província i comunitat autònoma de Madrid.
El punt quilòmetre que tenia en la línia era 12,0.
Les seves coordenades aproximades són: 40.355678, -3.817350